# Liadytiscini
Liadytiscini – wymarłe plemię chrząszczy z rodziny pływakowatych i podrodziny Liadytiscinae. Obejmuje 6 opisanych gatunków. Żyły w kredzie na terenie współczesnych Chin.

## Morfologia
Chrząszcze o jajowatym w obrysie ciele osiągające średnie jak na chrząszcze wodne rozmiary. Głowa ich zaopatrzona jest w oczy złożone o niewyciętych przednich krawędziach. Między przedpleczem i nie szerszymi od niego pokrywami leży widoczna od zewnątrz tarczka. Pokrywy są jajowate w zarysie, pozbawione wcięcia czy kolca na wierzchołku. Powierzchnia pokryw jest gładka, pozbawiona bruzd i szeregów punktów. Biodra przedniej i środkowej pary odnóży są zaokrąglone, tylnej zaś poprzeczne, lekko ku przodowi rozszerzone i pośrodkowo wcięte. Największa, mierzona równolegle do osi podłużnej ciała długość płytek zabiodrzy jest zbliżona do największej długości płatów bocznych (skrzydełek) zapiersia. Linie zabiodrzy są słabo ku przodowi rozbieżne. Wyrostki zabiodrzy nie są ku przodowi zwężone lub zwężone są bardzo słabo, a pomiędzy nimi znajduje się wcięcie. Tylna para odnóży ma długie uda, cienkie i dłuższe od nich golenie oraz równej długości pazurki na stopach.

## Taksonomia
Podrodzina Liadytiscinae wprowadzona została w 2010 roku przez Aleksandra Prokina i Ren Donga. W 2013 roku została ona przez Prokina i współpracowników podzielona na dwa plemiona, Mesoderini i Liadytiscini. Do tego ostatniego zalicza się 6 opisanych gatunków, zgrupowanych w trzech rodzajach:
- Liadytiscus Prokin et Ren, 2010
- Liadroporus Prokin et Ren, 2010
- Liadyxianus Prokin et al., 2013

Wszyscy przedstawiciele podrodziny znani są z datowanych na kredę skamieniałości odnalezionych na terenie Chin.